# 田中裕介
田中裕介（日语：田中裕介，1986年4月14日—），已退役日本職業足球員，司職後衛，前日本23歲以下足球代表隊成員。

## 俱樂部生涯
田中裕介2005年从桐光学园高中毕业加盟横滨水手，2011年转投川崎前锋。曾代表日本国奥参加2008年奥运预选赛及2008年土伦杯。上赛季效力川崎前锋，为球队出战日职联赛27场打进1球，亚冠出场8次并在和西悉尼流浪者的两回合小组赛中登场亮相。 
西悉尼流浪者宣布和日本后卫田中裕介签订一份短期合同，合同期至亚冠八分之一决赛结束为止。
A联赛的西悉尼流浪者官方宣布与后卫田中裕介合同期满离队，田中裕介在A联赛出场10场，在亚冠出场5场，均没有进球。
前西悉尼流浪者的日本边后卫确定将会加盟大阪樱花。据知情人士称，还有多家日职俱乐部也向田中裕介发出了正式邀请，但最终来自日乙的大阪樱花取得了胜利，田中裕介加盟一事即将官宣。
大阪樱花官方宣布田中裕介合约到期不再续约，自由身离队。
日乙球队冈山绿雉今日获得了前大阪樱花前后卫队员田中裕介。
业余联赛球队涩谷城宣布川崎前锋名宿田中裕介退役，17年职业生涯结束。

## 外部連結
- Profile at Cerezo Osaka
- 日本職業足球聯賽中的田中裕介 （日語）
- Soccerway資料庫：田中裕介